# ثيودور بيليرين
ثيودور بيليرين هو ممثل كندي ولد في 13 يونيو 1997 في مقاطعة كيبك.